# Костромський державний драматичний театр імені О. М. Островського
Костромський державний драматичний театр імені О. М. Островського (рос. Костромской государственный драматический театр имени А. Н. Островского) — обласний державний драматичний театр в обласному центрі місті Кострома, Костромська область, Росія; один з найстаріших провінційних театрів Росії (заснований у 1808 році), історія якого пов'язана з іменами видатних діячів російської драматургії і сцени.

## Загальні дані та будівля театру
Костромський державний драматичний театр імені О. М. Островського міститься в історичній будівлі в центрі міста за адресою:
просп. Миру, буд. 9, м. Кострома-156000 Росія.
У 1863 році був споруджений «розкішний мурований театр, подібний якому навряд чи можна відшукати в провінції». Будівля театру, що декілька разів перебудовувалась, і до цього дня вважається однією з найкращих театральних будівель в Росії. Остання реконструкція приміщення костромського драмтеатру була здійснена в 1998 році.
Глядацька зала розрахована на 426 місць. Параметри сцени — 17,0 (ширина) х 13,0 (глибина) х 16,0 (висота) метрів. Крім основної сцени, театр має також малу, її глядацька зала розрахована на 60 місць. 
Директор закладу — Ірина Геннадієвна Третьякова, головний режисер — Сергій Юрійович Кузьміч.

## Історія
Костромський театр заснований у 1808 році і по праву вважає себе законним спадкоємцем творця першого в Росії професійного загальнодоступного театру Федора Григоровича Волкова, уродженця Костроми. 
У 1812 році перед вступом до Москви наполеонівських військ, Московський імператорський театр і його школа евакуювалися до Костроми. Перебування московських артистів у місті не могло не позначитися на розвитку сценічного мистецтва в Костромі.
У XIX столітті на костромській сцені ставились п'єси М. Гоголя, О. Грибоєдова, І. Тургенєва, О. Островського, виступали з гастролями Г. Федотова, М. Єрмолова, М. Савіна, К. Варламов, В. Коміссаржевська, П. Орленєв.  
Історія Костромського театру нерозривно пов'язана з ім'ям О. М. Островського, який часто бував у Костромі, був присутнім у театрі на спектаклях і репетиціях. Вперше в провінції саме на костромський сцені, починаючи від 1854 року почали ставити твори молодого автора. На сцені театру поставлено всі п'єси О. М. Островського, за винятком «Безодні». 
За заслуги в освоєнні творчої спадщини О. М. Островського вже за СРСР у 1923 році театру присвоєно ім'я цього драматурга. 
Від 1973 року в Костромі раз на 5 років (останнім часом у формі бієнале) проводяться фестивалі «Дні Островського в Костромі» з показом найкращих вистав Росії за його творами, учасниками яких, наряду з театрами Москви і Санкт-Петербурга є багато провінційних театральних колективів. 
У 1983 році колектив театру нагороджений орденом Трудового Червоного Прапора.
У 1998 році Комітет Міжнародної програми «Партнерство заради прогресу» (Франція) нагородив театр призом «Золота пальма».
У 1999 році Костромський драматичний увійшов до числа найкращих російських театральних колективів, отримавши Гран-Прі.

## Репертуар і діяльність
Основу репертуару Костромського державного драматичного театру імені О. М. Островського завжди складали постановки за творами класиків, російських і зарубіжних. І нині (2000-ні) це п'єси, комедії і трагедії М. В. Гоголя, А. П. Чехова, Л. М. Толстого, М. Горького, Ф. Шіллера, В. Шекспіра, Б. Шоу.
Вже багато років у Костромському драмтеатрі існує славна традиція — кожен сезон відкривати постановкою за п'єсою О. М. Островського.
З творчістю Костромського драматичного театру знайомі глядачі багатьох країн світу — театральний колектив виїздив з творчими гастролями до Польщі, Сербії, Чорногорії, України, Білорусі, Литви, Латвії, Естонії, Вірменії, Грузії.
Костромський державний драматичний театр імені О. М. Островського — учасник загальноросійських і міжнародних фестивалів.